# Burnus
Burnus (arabsko burnus ali selham) je široko, ohlapno oblačilo Beduinov. Ima kapuco in široke rokave. Pogosto je vezeno ali obrobljeno s čopki. Nosi se preko spodnjega perila. V Evropi so ga spoznali po Napoleonovi vojni v Egiptu in po francoski osvojitvi Alžirije leta 1830.